# Munderfing
Munderfing osztrák község Felső-Ausztria Braunau am Inn-i járásában. 2019 januárjában 3106 lakosa volt. 

## Elhelyezkedése

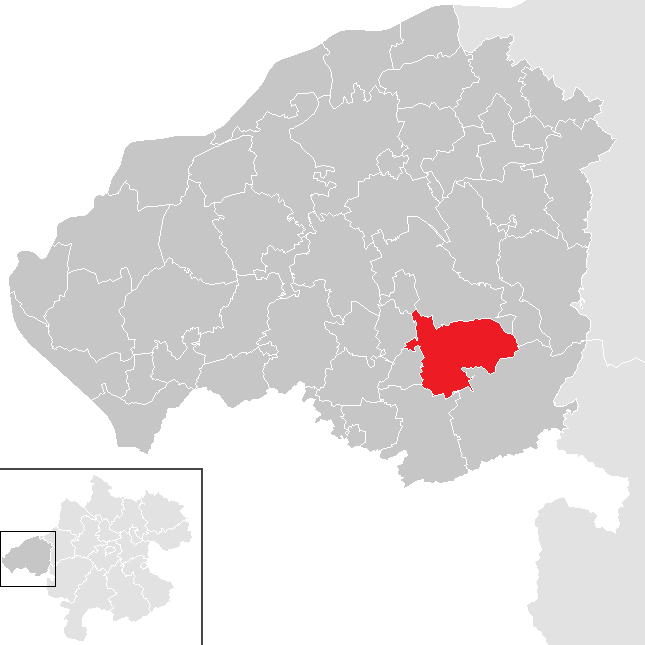
Munderfing a Braunau am Inn-i járásban

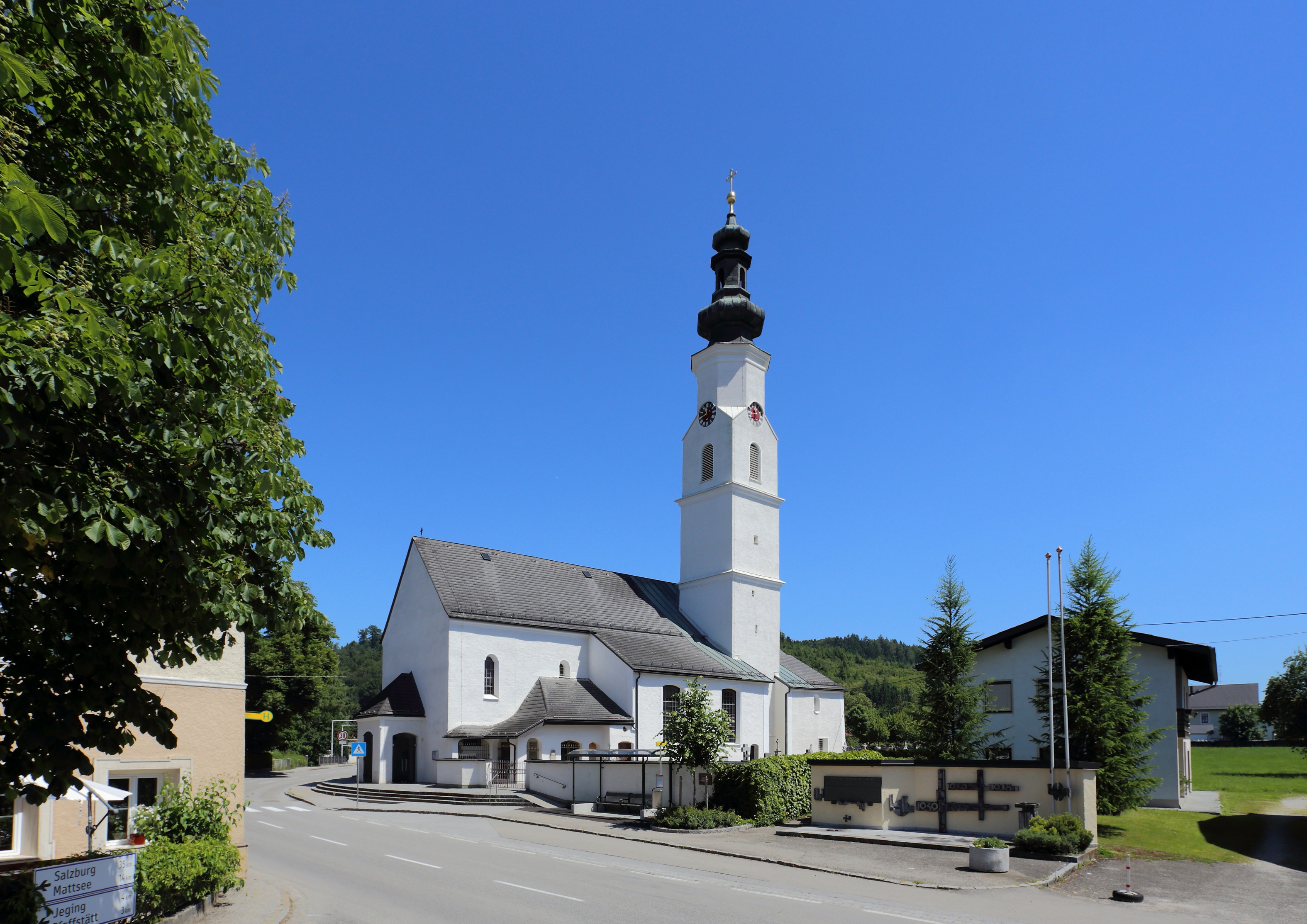
A Szt. Márton-plébániatemplom

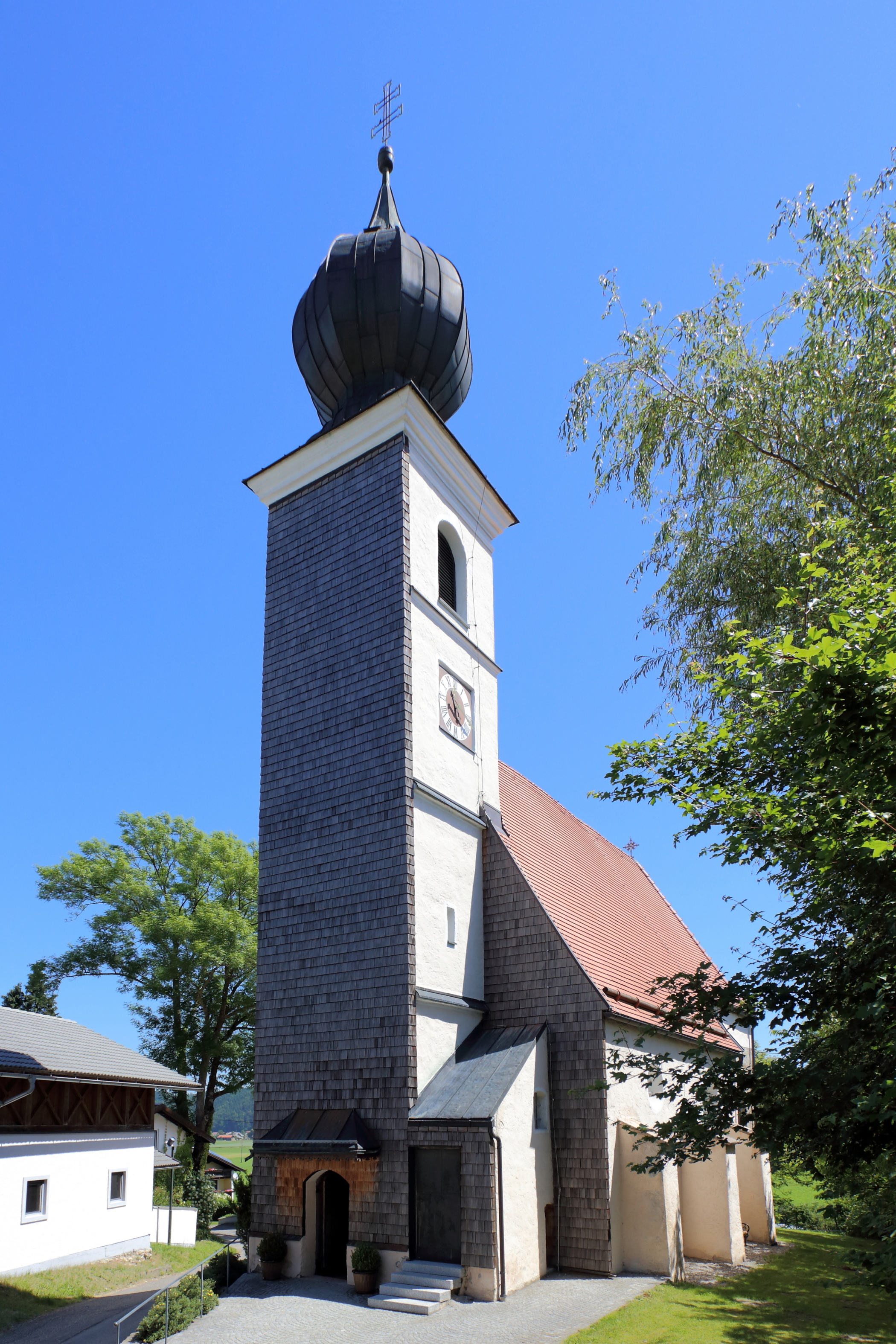
A valentinhafti Szt. Bálint-templom

Munderfing Felső-Ausztria Innviertel régiójában fekszik a Schwemmbach folyó mentén, a Kobernaußerwald dombságának nyugati peremén. Területének 56,8%-a erdő, 38,1% áll mezőgazdasági hasznosítás alatt. Az önkormányzat 23 településrészt és falut egyesít: Ach (22 lakos 2018-ban), Achenlohe (90), Achtal (88), Althöllersberg (167), Baumgarten (33), Bradirn (214), Buch (4), Haidberg (152), Hirschlag (65), Höllersberg (224), Katztal (54), Kolming (43), Lichteneck (34), Munderfing (1417), Oberweißau (37), Parz (49), Pfaffing (72), Rödt (33), Spreitzenberg (50), Stocker (3), Unterweißau (43), Valentinhaft (172) és Wiesenham (40).
A környező önkormányzatok: északra Schalchen, keletre Maria Schmolln, délkeletre Lengau, délnyugatra Lochen am See, nyugatra Jeging és Pfaffstätt, északnyugatra Mattighofen.   

## Története
A település egy 7. századi, Mundolf nevű lovagról kapta elnevezését; az -ing végződés szokványos a korai bajor településeknél. A falu alapításától kezdve egészen 1779-ig Bajorországhoz tartozott, amikor azonban a bajor örökösödési háborút lezáró tescheni béke következtében a teljes Innviertel Ausztriához került át. A napóleoni háborúk során 1809-ben a régiót a franciákkal szövetséges Bajorország visszakapta, majd Napóleon bukása után ismét Ausztriáé lett.
A köztársaság 1918-as megalakulásakor Munderfingot Felső-Ausztria tartományhoz sorolták. Miután Ausztria 1938-ban csatlakozott a Német Birodalomhoz, az Oberdonaui gau része lett. A második világháború után a község visszakerült Felső-Ausztriához. 
2014-ben szélerőmű épült a község határában öt, egyenként 3 MW-os turbinával.

## Lakosság
A munderfingi önkormányzat területén 2019 januárjában 3106 fő élt. A lakosságszám 1939 óta gyarapodó tendenciát mutat. 2016-ban a helybeliek 88,4%-a volt osztrák állampolgár; a külföldiek közül 2,5% a régi (2004 előtti), 3,7% az új EU-tagállamokból érkezett. 3,9% a volt Jugoszlávia (Szlovénia és Horvátország nélkül) vagy Törökország, 1,6% egyéb országok polgára. 2001-ben a lakosok 72,6%-a római katolikusnak, 13,3% evangélikusnak, 2,5% ortodoxnak, 2,6% mohamedánnak, 6,5% pedig felekezeten kívülinek vallotta magát. Ugyanekkor 5 magyar élt a községben; a legnagyobb nemzetiségi csoportot a német (93,5%) mellett a szerbek (3,2%) alkották. 
A lakosság számának változása:
| Lakosok száma | 2682 | 2963 | 3063 |
|               | 2005 | 2016 | 2018 |

## Látnivalók
- a Szt. Márton-plébániatemplom
- Valentinhaft Szt. Bálint-temploma

## Fordítás
- Ez a szócikk részben vagy egészben  a   Munderfing című német Wikipédia-szócikk ezen változatának fordításán alapul.  Az eredeti cikk szerkesztőit annak laptörténete sorolja fel. Ez a jelzés csupán a megfogalmazás eredetét és a szerzői jogokat jelzi, nem szolgál a cikkben szereplő információk forrásmegjelöléseként.